# 印尼環境問題

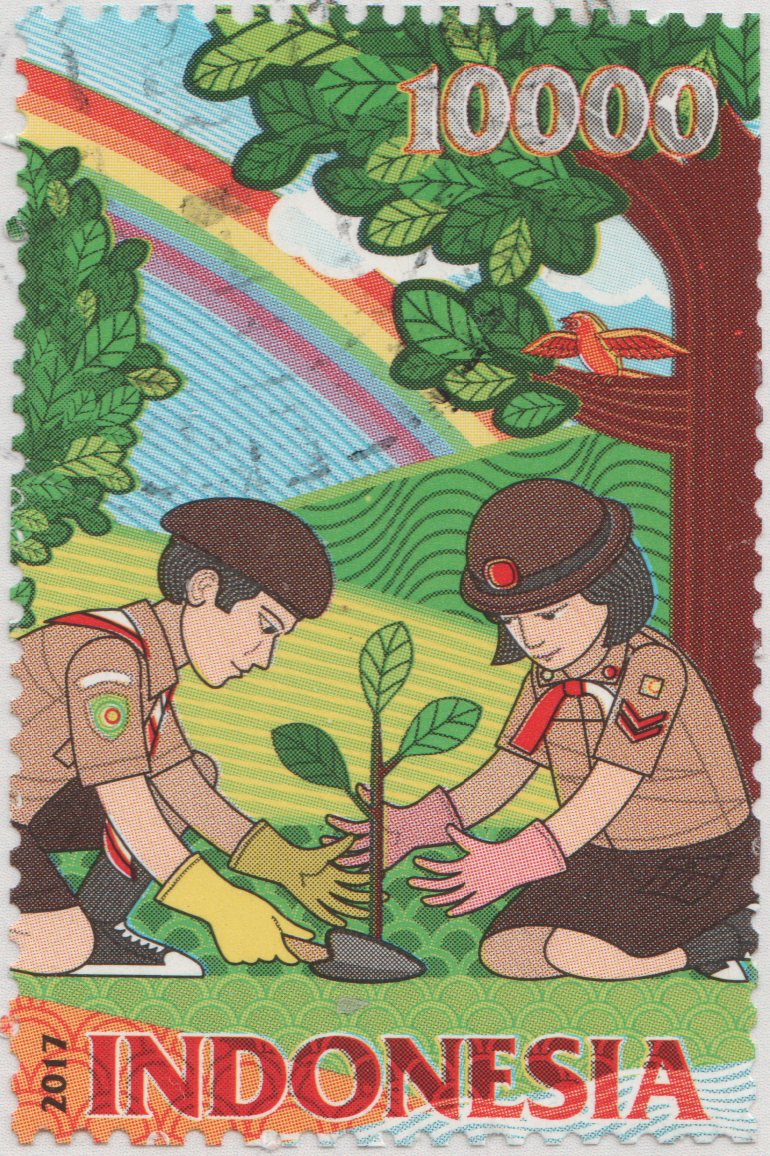
2017年印尼郵票，主題是林地復育，顯示對環境的關懷

印尼環境問題（英語：Environmental issues in Indonesia）與該國尤其是在爪哇島的高人口密度和快速工業化有關聯，而由於該國貧困程度較高，以及政府治理資源不足，這類問題通常不會受到優先處理。
在印尼的大多數大型油棕種植園都由來自新加坡的企業集團所擁有，這些集團雇用數以千計的當地人為它們工作。
這些環境問題包括大規模森林砍伐（其中大部分作業均屬非法）和因森林火災，而造成印尼西部、馬來西亞和新加坡等地區遭受嚴重的霾害；過度擷取海洋資源；以及與快速城市化過程和經濟發展產生的相關環境問題，如空氣污染、交通堵塞、廢棄物處理以及可靠的供水和污水處理等。
在森林砍伐和對泥炭沼澤森林的破壞兩項，讓印尼成為世界排名第3的溫室氣體排放國。因為棲息地破壞而導致當地原住民和特有種生物遭受生存的威脅，根據國際自然保護聯盟（IUCN）的調查，確定受到生存威脅的有140種哺乳動物，其中有15種被確定為極度瀕危（蘇門答臘紅毛猩猩是其中一種）。

## 歷史與背景

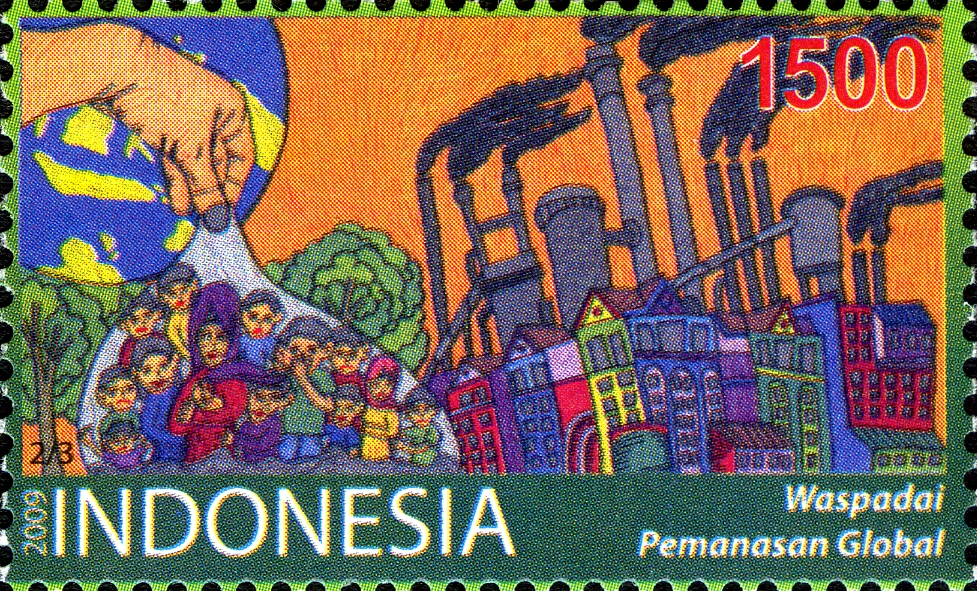
2009年印尼郵票，主題是空氣污染。

印尼群島的地理資源在過去幾個世紀以來均受到一致的社會和歷史模式而開發。其中一種文化模式是在蘇門答臘島、爪哇島和巴厘島的山谷和平原上，沿襲古早印度式的水稻農業種植；另種文化綜合體主要是由伊斯蘭化的海岸商業社會組成；第三種則是存在邊區地帶由依循刀耕火種方式的高地森林農業社區所組成。
在某種程度上，這些模式的形成大致與人們所處環境的資源有關，該國擁有豐富的海岸線、相對平靜的海面和有利於帆船運作的穩定風向，以及肥沃的山谷和平原（至少是在大巽他群島），有利灌溉以種植水稻。而森林密佈的山區內陸讓公路或河流交通受阻，促使當地人從事刀耕火種農業。
到1970年代及1980年代，由於人口密度增加、水土流失、河床淤積以及使用農藥和海上油井鑽探所造成的水污染，而讓前述三種生態和經濟適應模式均遭受到巨大的壓力。

### 海洋污染

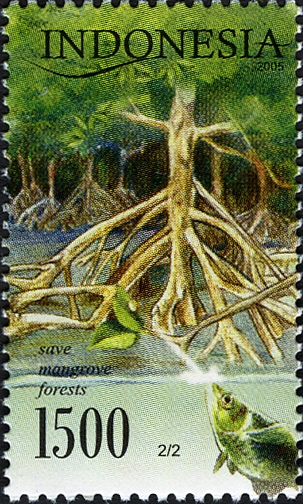
2002年印尼郵票，主題是“拯救潮汐林（紅樹林）”。

在沿海的商業社會，例如大約有5.6百萬漁民和從事相關活動的人，就因為在1970年代後期開始，沿海水域受到污染導致魚類資源減少，生計受到威脅。爪哇島北部的漁民遭遇某些種類漁獲量顯著下降，到1980年代中期，某些區域的魚類基本上已經消失。爪哇北部錦石縣化肥廠排放的廢水污染池塘，導致虱目魚苗和蝦苗死亡。1975年1月發生的日本23萬載重噸位油輪昭和丸的漏油，對馬來西亞和蘇門答臘島之間的麻六甲海峽造成污染。油輪在這個交通繁忙的海峽內發生事故的風險日益增加。
沿海商業社會也受到內陸發生環境問題所帶來的壓力。高地因森林砍伐而造成水土流失，加劇下游和入海口的淤積問題。曾是生機蓬勃的珊瑚礁因沉積物聚積而死亡，沉積物聚集形成紅樹林灌木叢，讓船舶難以進出港口，而必須透過花費鉅大的疏浚作業來解決問題。

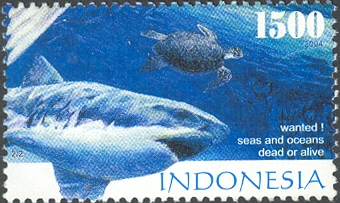
2014年印尼郵票，主題是過度捕撈。

雖然印尼在1982年正式限制會造成過度捕魚的日本和美國的“浮動工廠”捕撈方式，但許多從前漁類豐富的水域直到1990年代初期仍有缺乏漁產的問題。而印尼漁民捕魚技術改進之後，也對日後的漁獲量造成威脅。

### 水污染
由於印尼處於熱帶，豐富的雨林具有的淡水儲量佔全球的6%。但該國的森林面積持續減少中，在2018年減少的面積達到440,000公頃，但減少數字已較2017年為少。研究發現森林砍伐與其集水能力降低有關聯。同時印尼國家發展計畫部 (BAPPENAS) 報告稱，雅加達河流中有96%已受污染，導致乾淨的淡水更為稀缺。
工業和生活垃圾兩項共同造成水污染。印尼政府訂立法規，要求工業公司符合廢水標準的規定。印尼政府也透過一項名為“污染控制、評估和評級計劃”（簡稱PROPER）的先驅計劃（自1995年開始實施），公開披露工業污染數據。PROPER通過各公司報告的數據給予評級，公司聲譽會受到評級優劣的影響。這項計劃有助於把要求處理工業廢棄物的法規予以強化。
另方面，家庭水污染是由家庭將沐浴、洗滌、露天排便等活動所產生的垃圾和廢水排放到地表水所造成。當這些污染從個別家庭聚集，累積後發生優養化就會成為巨大的問題。
印尼環境及林業部報告說，生活污水是主要的河流污染源。隨著人口增長和城市化進程加快，生活污水會在產生整體水污染的作用中佔有更高的比率，甚至農村地區使用化學清潔劑的速率也在快速增加。
這兩種污染源不僅會降低地表水的品質，也會把地下水的品質降低。工業和生活垃圾中的化學物質會滲入土壤，當地下水所在之處相對較淺時，這些污染物就會滲入其中。除非政府規範生活污水管理並對工業廢料進行強力的執法，否則污染風險仍會繼續存在。此外，雖然有法律的要求，但相關信息傳播不廣，使得社區仍容易遭受水污染的影響。

### 空氣污染
1997年發生在加里曼丹島（即婆羅洲）和蘇門答臘島的印尼森林大火，造成影響範圍廣大的1997年东南亚霾害，這是一場大規模的空氣品質災難，估計醫療衛生、航空旅行和商業的損失達到90億美元。而在2013年，新加坡的空氣品質由於蘇門答臘島的森林火災引發的霧霾，降到15年以來的最低點。新加坡因此敦促印尼採取更多防止非法燃燒的措施。

## 森林砍伐和農業污染

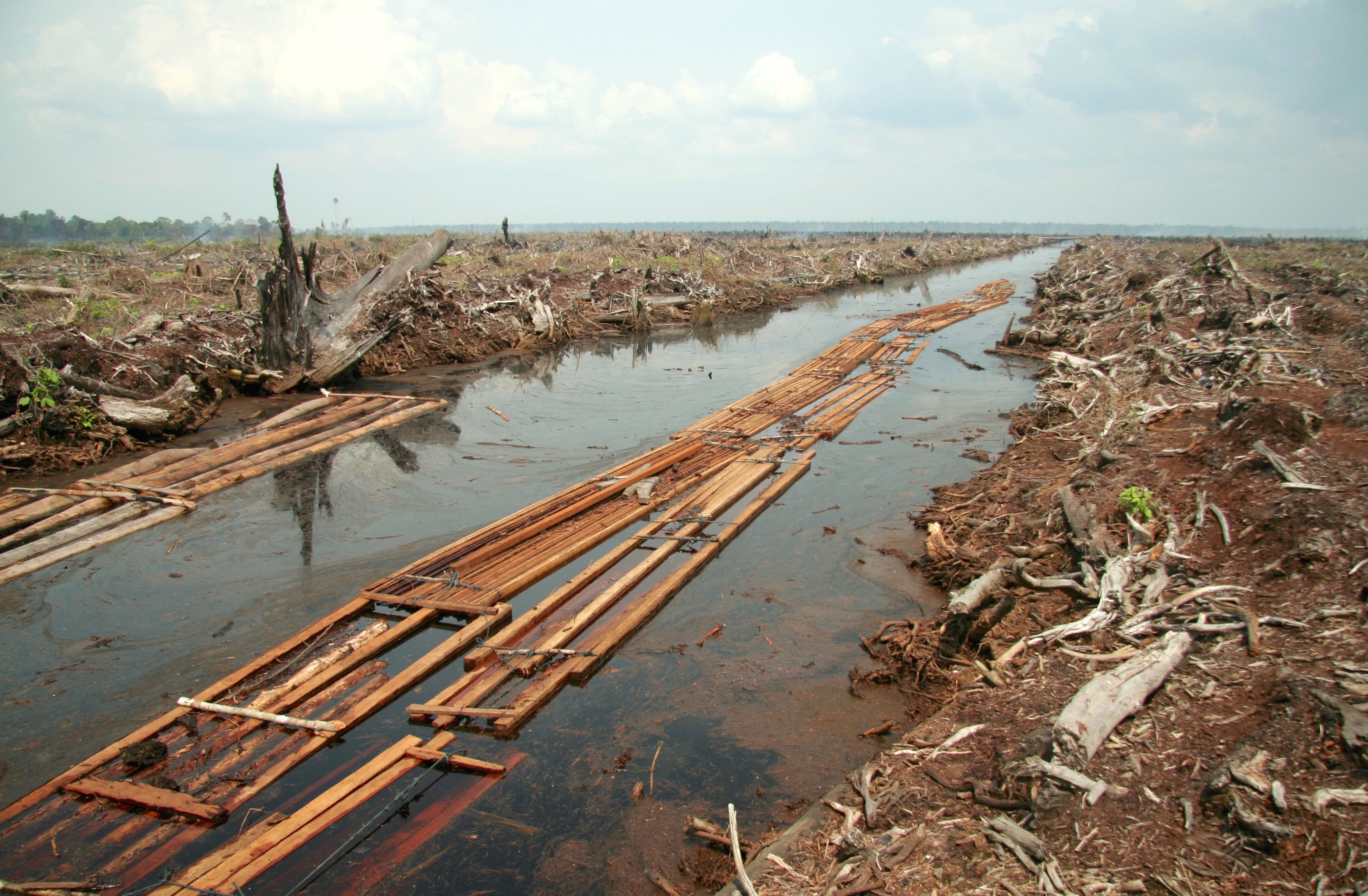
印尼廖內省一處泥炭沼澤森林經開墾後，供種植油棕之用（參見印尼棕櫚油產業）。

在1970年代和1980年代，住在印尼平原和山谷間的水稻種植農民中出現一系列不同但互有關聯的環境壓力。人口密度增加和隨之而來對耕地的需求，導致嚴重的水土流失，以及需要採集柴火，加上土地養分喪失而導致的森林喪失。帶有農藥的徑流污染一些地區的供水，毒害魚塘。（參見農業廢棄物對應英文版“Agricultual pollution”相關內容）雖然國家以及地方政府似乎意識到這類問題，但需要在環境保護與飢餓人口填飽肚皮之間取得平衡，而又渴望追求經濟增長以爭取人民選票的壓力也同時存在。
加里曼丹島、蘇拉威西島和蘇門答臘島等山區內陸同樣面臨重大問題，包括森林砍伐、水土流失、大規模森林火災，甚至由於密集的商業伐木而導致土地沙漠化，這些都有造成環境災難的可能。1983年在加里曼丹島的東努沙登加拉省，大約有30,000平方公里的原始森林（價值至少為100億美元）因大火而被焚毀。
這場大規模的災難是由伐木業所遺留成堆的枯木所造成。即使不考慮火災的嚴苛影響，印尼在1980年代中期的森林砍伐率也屬東南亞最高，每年達到7,000平方公里（甚至是10,000平方公里），其中有些是政府資助的印尼國內移民計劃，把大量人口遷入無人居住的雨林地區而造成額外的森林砍伐。但在某些情況下，可透過開闢咖啡、天然橡膠或是油棕種植園等作為替代，而把森林砍伐的影響減輕。
在加里曼丹島上許多地區，大片森林遭到砍伐後，很少或根本沒做系統性林地復育的工作。雖然政府制定有復育的法律，但只有少數，或僅為選擇性去執行，讓裸露的土在強降雨後，養分遭受淋溶而流失，以及發生水土流失。伐木許可由雅加達當局頒發，當地居民對土地使用幾無發言權。但印尼政府在1980年代中期通過環境及林業部與世界銀行共同制定林業管理計劃。這計畫讓印尼做出自殖民時代以來的第一份森林清單、進行開創性林業研究、制定森林保護和國家公園計劃，以及由聯合國糧食及農業組織(FAO) 協助建立的總體規劃。
利用焚燒森林的方式以開墾土地供農業使用，讓印尼成為僅次於中國和美國的世界第3大溫室氣體排放國。森林火災摧毀古老熱帶雨林和泥炭沼澤森林原來具有的碳匯功能。聯合國為遏制全球氣候變遷的的工作，包括設計監測印尼森林砍伐進展，並激勵各國及地方政府制止這種情況。這個計劃的總稱是減少開發中國家砍伐森林和森林退化導致的排放）（簡稱REDD+）。這類系統中的一種，由智庫全球發展中心發起的森林監測行動平台，目前可顯示整個印尼的森林砍伐情況，按月更新數據。
印尼的2018年森林景觀完整性指數平均數為6.6/10，在全球172個國家中排名第71位。

## 溫室氣體排放
造成印尼大量溫室氣體排放因素包括有季節性火災、森林砍伐和燃燒泥炭沼澤森林。根據不同火災的嚴重程度，該國的年度排放量世界排名在第3到第6位不等。
印尼的溫室氣體排放量已在世界總量佔有可觀的比例，而被稱為“最被忽視的排放國”，“可能是導致全球氣候崩潰的幾個國家之一。”該國已是“世界最大的溫室氣體（簡稱GHG）排放國之一” 。印尼在2013年的排放總量為21.61億公噸二氧化碳當量，佔全球總量的4.47%。2014 年，印尼在世界排放國中排名為第8位。
在21世紀，受到清理的印尼森林面積達到92,000平方英里（約當美國密歇根州的面積），主要是為擴大油棕種植園之用。
印尼計劃到2027年會興建更多的燃煤發電廠，煤炭消耗量會因而提高一倍。

### 2010年森林火災
在2010年發生的東南亞霾害是場空氣污染危機，在當年10月受到霾害影響的國家包括有印尼本身，還有馬來西亞和新加坡等國家。
發生原因是當時居住在蘇門答臘島的廖內省杜邁和班加里縣地區的小農戶在10月旱季裡非法用火焚燒森林所引起。這些農民用刀耕火種的方法清理土地以作農業用途。火災的熱點在10月18日達到最高峰，同時存在的熱點有358個。

### 2015年森林火災
印尼在2015年發生持續近兩個月的嚴重火災，主要是在沼澤的泥炭發生燃燒所造成，聖嬰現象導致旱季更為乾燥，這次的溫室氣體排放連續超過世界排名第2的美國，長達38天之久。

## 採礦與環境
紐蒙特黃金公司在1996-2004年於印尼開採金礦，持續把尾礦傾倒進入布亞灣，引起當地居民抗議，印尼環境及林業部提起訴訟，求償1.33億美元。最終印尼法院判決紐蒙特黃金公司無罪。

## 自然環境危害
人類活動可能會加劇自然災害如偶發洪水、嚴重乾旱、海嘯、地震、火山噴發和森林火災的嚴重程度。對於印尼而言，沿海洪水和海平面 上升，兩者被視為氣候變遷所帶來的主要風險。

## 知名環境事件
除前述布亞灣被大量傾倒金礦的尾礦之外，另外還有幾項知名事件：
- 格拉斯伯格礦場隧道倒塌事件
- 印尼爆破捕魚現象
- 婆羅洲森林砍伐
- 印尼供水與污水處理
- 芝塔龍河，世界上污染最嚴重的河流之一[28]

## 環保教育
總部設在英國的國際網路市場調查和數據分析公司YouGov和劍橋大學在2019年所做的調查，得出的結論是在印尼，抱持“全球暖化否定說想法者所佔的比例最高（18%），其次是沙烏地阿拉伯（16%）和美國（13%）。
迄2021年，印尼負責教育的兩個部會印尼教育及文化部和印尼宗教事務部尚無用於氣候變遷教學之用的正式教材，但它們已對於某些倡議提供支持。

## 政府政策
印尼政府承諾到2020年把溫室氣體排放量至少降低26%，而到2030年則降低29%，但並未提出太多細節。印尼政府為達到《巴黎協定》承諾的目標，所執行的政策一直無效。截至2018年，政府的政策實際上是增加排放，其中包括興建100座燃煤電廠、擴大棕櫚油生產和增加生物燃料消費。
印尼在2011年5月20日宣布暫停伐木兩年。到2013年又把暫停再延長兩年。
印尼政府正設法到2025年把全國貧窮人口從2019年的近10%降低到4%（根據印尼統計局）對貧窮線的定義：可每日購買2,100卡路里食物及簡單非食物生活必需品的所得水準），但強力執行氣候政策可能會讓這此一經濟目標無法實現。印尼計畫到2030年可把國家排放量減少約29%，如果有國際協助的話，可把排放減少41%。
印尼法院在2021年12月阻止2家公司為開闢油棕種植園而砍伐森林的申請。這項做法符合禁止伐木而減少森林流失的承諾。